# Робот-мойщик окон
Робот мойщик окон — робот, предназначенный для автоматической очистки окон, стекол, стеклянных поверхностей с минимальным участием человека или без него. Способен удерживаться на плоской вертикальной поверхности и перемещаться по ней, оснащен аккумулятором, управляющим микроконтроллером, двигателем. Относится к классу бытовых роботов.
С 2010 года начали производиться различные мойщики окон. Первые автоматические мойщики произвела компания Hobot.

## Описание
Роботы мойщики окон — это автоматические устройства, специально разработанные для очистки окон на высоте. Развитие технологии и усовершенствование дизайна роботов мойщиков окон привело к широкому распространению этих устройств.
Исторически ручная мойка окон была опасной и трудоемкой работой, которая часто обходилась очень дорого. Роботизированные мойщики предлагают альтернативу, обеспечивая безопасность, качество и эффективность при работе, что облегчает процесс ухода за окнами в многоквартирных зданиях, частных домах, офисах и промышленных объектах.
Современные роботы мойщики окон оснащены аккумуляторами (Li-ion и литий полимерными), системами навигации (вакуумные, лазерные и программные датчики), которые позволяют им точно определять размеры окон и их границы, выбирать наиболее эффективный маршрут для мытья. Обычно, они работают от сети и двигаются по заданной траектории, используя встроенные модули движения и двигатель. Роботы мойщики окон запрограммированы, чтобы очистить все окна за минимально возможный период времени.
Несмотря на свое удобство и эффективность, использование бытовых роботов имеет некоторые ограничения. Например, они не могут сами передвигаться с окна на окно, минуя раму. Всех роботов необходимо переносить вручную. Это может быть проблематично для зданий, где окна не открываются, или на стеклянных фасадах, где рама расположена далеко. Кроме того, роботы могут потерять сцепление со стеклом, если поверхность слишком мокрая. Поэтому их не рекомендуют использовать в дождь.
Бытовые мойщики окон, как правило, компактные, имеют небольшую высоту и вес, что позволяет им с легкостью перемещаться по окну и даже под решетками. В комплект всегда входит страховочный трос для защиты от падений. В зависимости от модели, мойщик может быть оснащен баком для жидкости и распыляющим элементом/двумя элементами.
Все устройства, вне зависимости от классификации, не являются герметичными. Не стоит использовать их в дождь. Бытовые мойщики окон являются сложными электронными приборами.
Промышленные мойщики имеют большие габариты, вес и требуют специальных навыков для управления и настройки. Таких роботов часто используют на небоскребах.

## Классификация
Роботы мойщики окон могут быть классифицированы на основе площади уборки, безопасности, типа установки, способностей и прочих параметров. Они могут быть промышленные и бытовые.
Ниже приведены наиболее распространенные типы роботов мойщиков окон:
1. Вакуумные роботы мойщики окон: являются одними из самых распространенных и доступных типов роботов на рынке благодаря своей эффективности и низкой стоимости. Эти роботы используют вакуум для удержания на стекле и перемещения по нему. Они подходят для очистки окон в бытовых условиях, зеркал, плитки. Некоторые модели могут передвигаться по горизонтальной и вертикальной поверхности, работают от сети, имеют аккумулятор для защиты от падений. История вакуумных мойщиков окон началась в 2010-е годы, когда компания HOBOT Technology Inc. начала разрабатывать первые модели. С того времени технологии значительно развивались.
Существует несколько типов вакуумных мойщиков окон на рынке. Они могут различаться по дизайну, форме, размеру, способу работы и другим характеристикам.
Однако пользователи разделяют их на два основных типа:
- Круглые роботы мойщики — имеют продолговатую овальную форму, два диска, на которые надеваются тряпки из микрофибры. Первые овальные роботы появились в 2010 году. Это была модель WinBot-68, которую произвела компания Hobot. В этом же году мойщик удостоился награды IENA 2010, выставки науки и инноваций и Consumer Electronics Show выставка потребительской электроники. Первый робот имел щеточный двигатель и программные датчики. Круглый мойщик перемещается по окну зигзагообразно, вращая дисками, благодаря чему и происходит уборка. Современные модели имеют систему микрокапельного распыления жидкости Ultrasonic[4].

- Квадратные роботы — благодаря своей форме лучше убираются в углах, нежели круглые модели. Мотор расположен посередине, держатся мойщики на окне так же при помощи вакуума, передвигаются за счет гусениц и колесных модулей. Салфетка расположена по периметру робота. Квадратные мойщики окон быстрее передвигаются по стеклу. Современные модели оснащены системой распыления Ultrasonic.

2. Тросовые роботы мойщики окон: Эти роботы работают по схеме, похожей на мостовой кран, с тросами, прикрепленными к верхней части здания. Они могут перемещаться по горизонтальной и вертикальной поверхности с помощью механических подъемников. Такие роботы используются для очистки окон на высоте до 250 метров и считаются промышленными.
3. Мобильные роботы мойщики окон: Эти роботы оснащены колесами или гусеничной системой для передвижения по поверхности стекла, обычно работают на склонах. Эта категория роботов идеально подходит для очистки окон на крыше или на зданиях с наклонной фасадной стеной.
4. Магнитные роботы мойщики окон: Данный тип роботов представляет собой два раздельных магнитных блока, которые крепятся с разных сторон стекла и держаться вертикально. Один из минусов данного типа роботов — их можно использовать на стеклах определённой толщины.
5. Гидравлические роботы мойщики окон: Эти роботы используют гидравлические системы для движения вдоль стекла. Они оснащены системами автоматической навигации, которые позволяют им двигаться по контуру окна, до его ограниченного конца.
Таким образом, классификация зависит от многих свойств роботов мойщиков окон и их уникальных функций.
Замечание: Все модели требуют участие человека в процессе уборки и при подготовке.

## Управление устройством
В зависимости от модели, запуск бытового робота можно осуществить следующими способами:
- с помощью кнопок/кнопки, расположенных на верхней панели робота.
- с помощью инфракрасного (или радио) пульта дистанционного управления, позволяющего осуществлять запуск (в некоторых моделях также доступно ручное управление и/или настройка) устройства дистанционно, что может быть полезно для людей с ограниченными физическими возможностями.
- с помощью мобильного приложения.

## Чистка
По окончании сухой или влажной уборки поверхности, владелец бытового мойщика должен сменить чистящие салфетки на чистые. Замену необходимо производить для каждой поверхности во избежание появления разводов. Чистящие салфетки многоразовые, их необходимо стирать в машинке или руками по мере загрязнения.

## Ориентация на окне
Большинство бытовых роботов-мойщиков окон используют запрограммированный маршрут для очистки стекла:
Круглые модели двигаются зигзагообразно, сначала забираясь наверх и постепенно спускаясь вниз.
Квадратные модели двигаются буквой N или Z.
Некоторыми необходимо управлять вручную или с помощью пульта дистанционного управления.
Часть моделей подходит для использования на безрамных поверхностях. Такие роботы оснащены вакуумными или лазерными датчиками и часто имеют именно квадратную форму. Круглые модели больше подходят для использования на рамных поверхностях. В них также используются лазерные и вакуумные датчики, но вторые расположены в центре диска, за счет чего позже квадратных определяют обрыв, что может привести к падению робота.
Все модели оснащены программными датчиками, которые считывают информацию и показатели с мотора.

## Возможные аксессуары
Помимо самого робота и блока питания, можно дополнительно получить в комплекте или приобрести:
- Пульт дистанционного управления — для управления роботом-мойщиком дистанционно; Зачастую уже входит в комплект.
- Салфетки из микрофибры — для очистки загрязненной поверхности стекол. Сменные салфетки позволят использовать робота сразу на большом количестве поверхностей.
- Чистящая жидкость — особенно необходима для роботов с распыляющим элементом. Специализированный раствор не содержит мыльной основы, не оставляет следов и разводов.
- Страховочный трос с карабином — для страховки робота от падений; Входит в комплект.
- Распылитель Ultrasonic — для замены распыляющего элемента.

## История
В 2010 году компания Hobot Technology первая презентовала общественности автоматизированного вакуумного мойщика окон Winbot. В этом же году Winbot-68 получил золотую награду технологической выставки iENA.
В 2015 году появился первый квадратный робот мойщик окон — Hobot 268 2 поколения. Обновилось ПО, скорость работы, форма. Модель также была удостоена золотой награды технологической выставки iENA в 2015 году.
В 2018 году появляется технология Ultrasonic, которая распыляет жидкость густым туманом на окно во время уборки.